# Acacoyagua
Acacoyagua est une municipalité du Chiapas, au Mexique. Elle couvre une superficie de 191,3 km2 et compte 18 082 habitants en 2015.

## Histoire
La région est connue pour être le lieu où les premiers immigrants japonais se sont installés au Mexique. En 1897, trente-cinq premiers colons dirigés par Enomoto Takeaki sont arrivés pour travailler dans les plantations de café. Le Mexique devint ainsi le premier pays d'Amérique latine à recevoir des immigrants issus de la diaspora japonaise. Bien que l'essai d'implantation dans l'industrie du café ait échoué, les colons ont commencé à cultiver des légumes et des fleurs. Au cours des 30 années suivantes, six autres « vagues » de migrants ont suivi. Comme la plupart des migrants étaient des hommes, le mariage avec des femmes locales et la conversion au catholicisme romain étaient courants.
Des membres de la communauté japonaise sont devenus présidents municipals, le premier étant Juvencio Nishizama Cruz en 1954 et le dernier étant José Martín Nomura Hernandez en 2005. Le jardin principal de la ville a des influences japonaises et il y a un monument commémorant les migrants japonais.
En mai 1997, le prince Akishino, l'ambassadeur Teresuke Terada et des membres de la marine japonaise ont visité la ville pour marquer le centenaire de l'arrivée des premiers colons.